# Знаменское (Владимирская область)
Знаменское — деревня в Киржачском районе Владимирской области. Входит в состав Кипревского сельского поселения.

## География
Деревня расположена в 27 км к югу от центра поселения деревни Кипрево и в 16 км к юго-востоку от райцентра города Киржач.
Рядом с деревней протекает река Шередарь.
Близлежащие деревни: Бухлово, Левахи, Митенино, Мызжелово.

## История

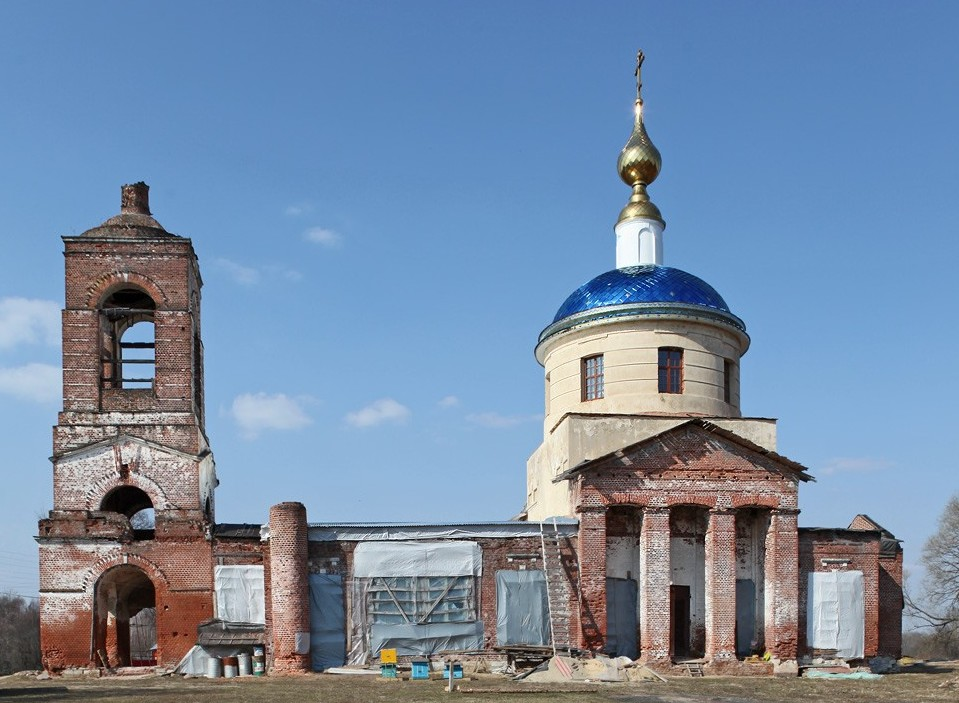
Церковь иконы Божией Матери Знамение. 2014 год

Село Знаменское упоминается в 1664 году как Семково при уточнении границ между Киржачским монастырем и помещиком Романом Воейковым.
По легенде жителей старое название деревни Семково происходит от разбойника Сёмки который занимался грабежом людей проезжающих по «большой дороге», почтовая дорога между городами Киржач и Покров.
Со строительством Знаменской церкви в 1707 году и изменилось название деревни на Знаменское, но в документах всегда писалось «Знаменское (Семково тож.)»
До 1767 года деревня принадлежала роду Воейковых а с 1767 года уже Александру Яковлевичу Голицину в связи с бракосочитанием на Александре Петровне Воейковой.
В конце XIX — начале XX века село входило в состав Овчининской волости Покровского уезда.
В годы Советской Власти и вплоть до 2005 года входило в состав Новоселовского сельсовета (с 1998 года — сельского округа).

## Население
| 1859 | 1905 | 1926 | 2002 | 2010 | 2021 |
| ---- | ---- | ---- | ---- | ---- | ---- |
| 203  | ↗226 | ↗250 | ↘5   | ↗6   | ↘3   |

## Достопримечательности
В деревне находится действующая церковь иконы Божией Матери «Знамение» 1834 года постройки.